# Lucio!
Lucio! è un album del cantautore italiano Ron pubblicato il 2 marzo 2018 dall'etichetta discografica Legacy Recordings.

## Descrizione
Album dedicato a Lucio Dalla.
Il brano Almeno pensami è stato presentato dal cantautore al sessantottesimo Festival di Sanremo raggiungendo la quarta posizione, nella classifica finale e aggiudicandosi il premio della critica.

## Tracce
1. Almeno pensami (Lucio Dalla)
2. 4/3/1943 (testo: Paola Pallottino – musica: Lucio Dalla)
3. Tu non mi basti mai (testo: Lucio Dalla – musica: Tullio Ferro)
4. Piazza Grande (in duetto con Lucio Dalla) (testo: Gianfranco Baldazzi e Sergio Bardotti – musica: Lucio Dalla e Rosalino Cellamare)
5. Henna (Lucio Dalla)
6. Attenti al Lupo (Rosalino Cellamare)
7. Quale allegria (Lucio Dalla)
8. Chissà se lo sai (in duetto con Lucio Dalla) (testo: Lucio Dalla – musica: Rosalino Cellamare)
9. Futura (Lucio Dalla)
10. Canzone (Lucio Dalla e Samuele Bersani)
11. Cara (Lucio Dalla)
12. Come è profondo il mare (Lucio Dalla)

Durata totale: 0:00

## Formazione
Musicisti
- Ron – voce, chitarra acustica
- Giuseppe Barbera – pianoforte
- Elio Rivagli – batteria
- Ruggero Brunetti – chitarra elettrica
- Roberto Gallinelli – basso
- Maurizio Pica – chitarra classica, chitarra elettrica
- Stefano Di Battista – sassofono soprano
- Berta Banki – flauto

Produzione
- Maurizio Parafioriti, Ron – produttore
- Ron – arrangiamenti
- Maurizio Parafioriti – registrazioni e missaggio
- Pietro Caramelli – mastering
- Jacopo Sam Federici – trascrizioni orchestra
- Mario Dennetta – trascrizioni orchestra
- Miklosh Lukas – orchestra conductor

## Classifiche
| Classifica (2019) |                   | Posizione massima |
| ----------------- | ----------------- | ----------------- |
| Italia            | Italia (bandiera) | 8                 |